# Poulton (Gloucestershire)
Poulton – wieś i civil parish w Anglii, w Gloucestershire, w dystrykcie Cotswold. W 2011 roku civil parish liczyła 408 mieszkańców. Poulton jest wspomniana w Domesday Book (1086) jako Pontune.